# Hucika
1. WEITERLEITUNG Branko Hucika